# Південно-Східний статистичний регіон
Півде́нно-Схі́дний регіо́н (мак. Југоисточен регион) — один з восьми регіонів Північної Македонії. Розташований на південному сході країни. Адміністративний центр — місто Струмиця.

## Населення
Згідно з даними перепису станом на 2002 рік в регіоні проживало 171416 осіб, з яких македонці — 90,39%, турки — 7,38%, серби — 0,69%, інші — 1,51%.

## Адміністративний поділ
Регіон адміністративно поділяється на 10 общин:
| Община    | Центр            | Площа, км² | Населення, (перепис 2002) | Герб | Прапор | Карта |
| --------- | ---------------- | ---------- | ------------------------- | ---- | ------ | ----- |
| Богданці  | місто Богданці   | 114,5      | 8707                      |      |        |       |
| Босилово  | село Босилово    | 162,0      | 14260                     |      |        |       |
| Валандово | місто Валандово  | 331,4      | 11890                     |      |        |       |
| Василево  | село Василево    | 230,4      | 12122                     |      |        |       |
| Гевгелія  | місто Гевгелія   | 485,0      | 22988                     |      |        |       |
| Дойран    | село Стар-Дойран | 129,2      | 3426                      |      |        |       |
| Конче     | село Конче       | 233,1      | 3536                      |      |        |       |
| Ново-Село | село Ново-Село   | 237,5      | 11567                     |      |        |       |
| Радовиш   | місто Радовиш    | 608,0      | 28244                     |      |        |       |
| Струмиця  | місто Струмиця   | 321,5      | 54676                     |      |        |       |

## Населені пункти
Найбільші населені пункти: з населення понад 2000 осіб:
| № | Населений пункт | Населення, осіб (2002) |
| - | --------------- | ---------------------- |
| 1 | Струмиця        | 35 311                 |
| 2 | Радовиш         | 16 223                 |
| 3 | Гевгелія        | 15 685                 |
| 4 | Богданці        | 6 011                  |
| 5 | Валандово       | 4 402                  |
| 6 | Ново-Село       | 2 756                  |
| 7 | Василево        | 2 174                  |
| 8 | Негорці         | 2 047                  |